# Justizirrtum um Thomas Ewers
Der Justizirrtum um Thomas Ewers betrifft den Fall des Thomas Ewers (* 1968), der wegen angeblicher Vergewaltigungen seiner Ex-Freundin zu einer Haftstrafe von sechs Jahren und acht Monaten verurteilt wurde. Kurz nachdem er die volle Haftzeit abgesessen hatte, gab das vermeintliche Opfer zu, die Taten frei erfunden zu haben, und wurde wegen Freiheitsberaubung zu drei Jahren und vier Monaten Haft verurteilt.

## Vorgeschichte
Thomas Ewers wuchs mit vier Schwestern in Hamm auf. Als er sieben Jahre alt war, erlebte er die Scheidung seiner Eltern. Er besuchte eine Sonderschule bis zur neunten Klasse und war vorübergehend in einem Erziehungsheim. Ein Berufsvorbereitungsjahr im Bergbau brach er ebenso ab wie eine Arbeitsbeschaffungsmaßnahme als Maurer.
Im Alter von 15 Jahren wurde er erstmals straffällig und häufte danach Vorstrafen an. Mit 18 Jahren kam er zum ersten Mal in einen Jugendarrest. Er beging Betrügereien und Körperverletzungen, er brach in Keller und Garagen ein und dealte mit Drogen. Er sagte später über sich: „Die eine Hälfte meines Lebens habe ich mir selbst versaut, die andere dieses Verfahren.“
Im Alter von 19 Jahren lernte er die vier Jahre jüngere Claudia K. kennen, die acht Jahre lang seine Partnerin war. Als er 23 Jahre alt war, wurde eine gemeinsame Tochter (* 1992) geboren. Nach der Trennung von Ewers ging Claudia K. eine Beziehung mit David K. ein, den sie 1999 kennenlernte. Sie erwirkte gegen Ewers ein Kontaktverbot mit dem Kind, mit dem dieser sich nicht abfinden wollte.

## Fall

### Anklage und Verurteilung
Im Jahr 2001 wurde Thomas Ewers von Claudia K. angezeigt. Sie beschuldigte ihn, er habe sie in den Jahren 1997 und 2001 vergewaltigt. Außerdem habe er sie 1997 einmal zwei Stunden an einen Heizkörper gekettet. Ewers bezeichnete die Vorwürfe vor dem Landgericht Dortmund als Lügen. Nachdem Claudia K. nicht sagen konnte, wann die Taten 1997 genau passiert sein sollten, beantragte Ewers ein Glaubwürdigkeitsgutachten. Die Kammer lehnte dies jedoch ab. Im Urteil führte sie dazu aus:

„Die Unsicherheit über die zeitliche Reihenfolge hält die Kammer nicht für ein Bedenken gegen die Richtigkeit der Aussage [...] Hätte nämlich die Zeugin eine erfundene Geschichte mitteilen wollen, hätte sie sich auch in zeitlicher Hinsicht festgelegt [...] Das abwägige [sic] Verhalten der Aussage, sie wisse es nicht genau, spricht für ihre Wahrheitsliebe.“

Nach vier Verhandlungstagen verurteilte das Landgericht Dortmund Ewers am 18. Juli 2002 wegen Vergewaltigung in zwei Fällen und Freiheitsberaubung zu sieben Jahren und zwei Monaten Haft. Der Bundesgerichtshof (BGH) reduzierte die Strafe im März 2003 um sechs Monate auf sechs Jahre und acht Monate. Die Reduzierung bezog sich auf die angebliche Freiheitsberaubung, für die das Landgericht sechs Monate Haftzeit verhängt hatte. Die Begründung des BGH lautete, es könne wegen der unklaren Tatzeit nicht ausgeschlossen werden, dass dieser Tatbestand bereits verjährt war.

### Strafvollzug
Ewers war vom 14. Juli 2003 bis zum 12. März 2010 inhaftiert, zuerst in Bielefeld, später in Hamm und zuletzt in der Justizvollzugsanstalt Werl. Er musste die Strafe von sechs Jahren und acht Monaten vollständig absitzen, da er weiterhin seine Unschuld beteuerte und deshalb als nicht kooperationsbereit eingestuft wurde. Auch an der Beerdigung seiner Mutter während der Haftzeit durfte er nicht teilnehmen.
Während der Haft absolvierte Ewers eine Ausbildung zum Koch. Nach seiner Entlassung schrieb er mehr als 100 Bewerbungen, konnte aber keine Arbeit finden. Niemand wollte ihn einstellen, weil er auf Nachfrage angeben musste, dass er den Beruf im Gefängnis gelernt hatte. Bis Dezember 2014 wurde er zudem in seinem Führungszeugnis als „Vergewaltiger“ bezeichnet. Seit seiner Haftzeit litt Ewers unter einer posttraumatischen Belastungsstörung (Stand 2014).

### Verfahren gegen Claudia K. und David K.
Als Ewers in Haft saß, führte seine Tochter abwechselnd mit ihm und mit ihrer Mutter Claudia K. Gespräche über die angeblichen Taten und begann an der Darstellung ihrer Mutter zu zweifeln. Kurz nach Ewers’ Haftentlassung gab Claudia K. schließlich in einem Brief zu, die Vergewaltigungsvorwürfe frei erfunden zu haben. Ewers übergab den Brief der Staatsanwaltschaft, die 2011 Anklage gegen Claudia K. wegen mittelbarer Freiheitsberaubung und gegen ihren ehemaligen Lebensgefährten David K. wegen Anstiftung dazu erhob.
Der Prozess fand erst 2014 statt. Claudia K. sagte aus, Ewers habe sie misshandelt, jedoch nicht vergewaltigt. Die Anzeige wegen Vergewaltigung sei eine Idee ihres damaligen Lebensgefährten gewesen, der auch die sexuellen Übergriffe inszeniert habe, nachdem Ewers den beiden über längere Zeit nachgestellt habe. Sie habe nur mit einer Bewährungsstrafe für Ewers gerechnet. David K. erklärte, sie habe ihm erzählt, tatsächlich vergewaltigt worden zu sein. Deshalb habe er zur Anzeige geraten.
Ewers bestätigte ein belastetes Verhältnis zu David K., der wiederholt seine Tochter geschlagen habe. Einmal sei es zu einer Schlägerei gekommen, wofür Ewers eine mehrmonatige Bewährungsstrafe wegen Körperverletzung erhalten habe. Die Tochter von Ewers und Claudia K. sagte aus, der neue Lebensgefährte habe regelmäßig Drogen genommen und Mutter und Tochter fast täglich geschlagen.
2014 wurde Claudia K. schließlich vom Landgericht Dortmund zu drei Jahren und vier Monaten Haft verurteilt. Ferner verlor sie den Anspruch auf eine monatliche Rente über 122 Euro, die ihr nach dem Opferentschädigungsgesetz gezahlt worden war. David K. wurde vom Vorwurf der Beihilfe freigesprochen.

### Wiederaufnahmeverfahren Ewers
Nach dem Geständnis von Claudia K. eröffnete das Landgericht Essen ein Wiederaufnahmeverfahren hinsichtlich Ewers’ ursprünglicher Verurteilung wegen Vergewaltigung. Im April 2014 erfolgte eine Beweisaufnahme unter Ausschluss der Öffentlichkeit. Die Kammer setzte eine erneute öffentliche Hauptverhandlung an.
Am 30. Juni 2014, zwölf Jahre nach dem ersten Urteil, wurde Thomas Ewers freigesprochen. In der Urteilsbegründung erklärte der Richter: „Wir können mit diesem Urteil nur das Recht wiederherstellen, nicht aber die Gerechtigkeit. […] Für das, was Sie erlebt haben, fehlen einem die Worte. Wir fühlen mit Ihnen.“

### Haftentschädigung
Im Dezember 2014 erhielt Ewers eine Zahlung von 60.850 Euro Haftentschädigung – 25 Euro pro Tag für 2434 Tage, die er unschuldig in Haft gesessen hatte. Mit dem Geld beglich Ewers alte Schulden und kaufte sich einen Rottweiler.

### Anspruch auf Schmerzensgeld
Die letzte Entscheidung im Fall Ewers erging am 12. Dezember 2016: Das Landgericht Dortmund sprach Thomas Ewers einen Anspruch auf Schmerzensgeld in Höhe von 182.550 Euro zu. Als Berechnungsgrundlage waren 100 Euro minus 25 Euro Haftentschädigung = 75 Euro pro Tag angesetzt worden, multipliziert mit 2434 Tagen in Haft. Claudia K. habe diese Zahlung zu leisten. Da sie aber kein Vermögen hatte, seit langer Zeit von Zahlungen des Jobcenters lebte und auch in der Zukunft nichts anderes zu erwarten war, hatte Thomas Ewers keine realistische Chance, auch nur einen Bruchteil des Schmerzensgeldes zu erhalten.
Er war zu dieser Zeit nach wie vor arbeitslos. Wegen chronischer Bandscheiben- und Knieprobleme war ihm bescheinigt worden, er könne nur noch leichte Arbeiten verrichten. Er litt immer noch an Albträumen und Schlafstörungen, nach eigenen Angaben wachte er nachts stündlich auf.